# Copidosoma amurense
Copidosoma amurense är en stekelart som beskrevs av Sharkov 1988. Copidosoma amurense ingår i släktet Copidosoma och familjen sköldlussteklar. Inga underarter finns listade i Catalogue of Life.